# Ataque contra a Catedral de Bagdá em 2010
O Ataque à Catedral Sírio-Católica em Bagdá em 2010 foi um ataque terrorista que teve como alvo católicos siríacos em Bagdá, Iraque, em 31 de outubro de 2010, e que deixou pelo menos 58 pessoas mortas, incluindo 2 padres, e 78 outros feridos que haviam sido feitos de reféns. O grupo terrorista Estado Islâmico, na época ligado à Al-Qaeda, assumiu a responsabilidade pelo ataque.

## Ataques

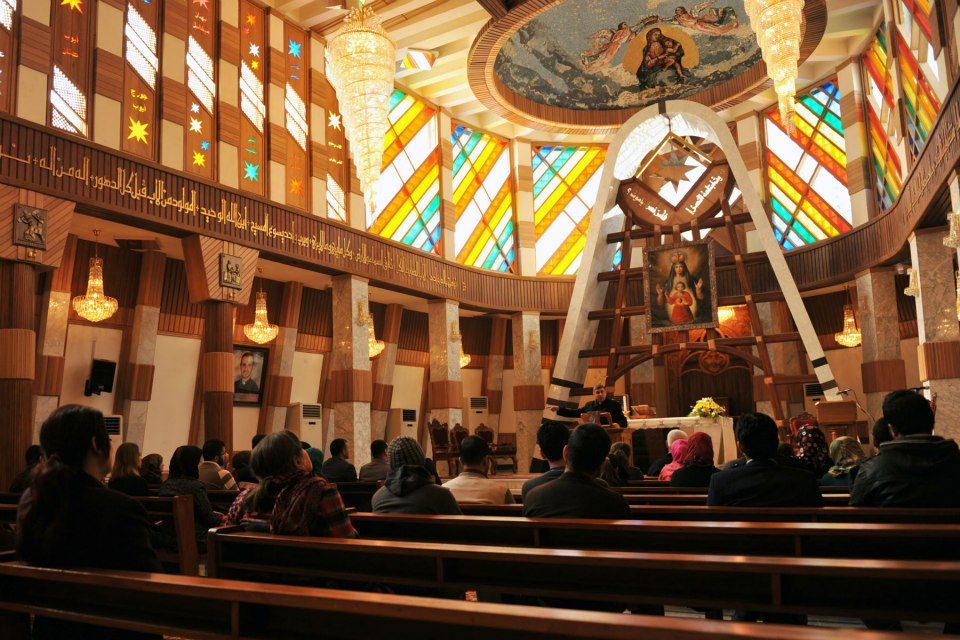
Interior da catedral de Nossa Senhora da Salvação em Bagdá, local do atentado em outubro de 2010

Aproximadamente cinco ou seis homens armados atacaram a bolsa de valores de Bagdá, onde mataram dois guardas, após uma forte explosão e rajadas de tiros. Os agressores então fugiram para a Igreja Síria-Católica de Nossa Senhora da Salvação, no bairro de Karrada à noite. Na igreja, eles ocuparam o prédio e sequestraram os participantes da missa, mantendo mais de 100 pessoas como reféns.
Quando os agressores entraram na igreja, fecharam a porta e começaram a disparar contra as luzes, os móveis, os crucifixos, ícones da Virgem Maria e sobre os fiéis. Como resultado da incursão, as ruas do bairro foram isoladas e ocorreu um confronto após a chegada da polícia ao local, duas horas depois.
Por volta das 20h30, as forças de segurança iraquianas e o 3.º Pelotão, bateria Alpha, TF 1-41, 3ID, Exército dos EUA de Fort Stewart, Geórgia, invadiram a igreja, pois, como explicou o ministro da defesa iraquiano al-Obeidi, homens armados ameaçaram matar todos os reféns. Dezenas de forças de segurança arrombaram as portas da igreja e invadiram o interior. Quando as forças iraquianas entraram, os homens armados abriram fogo contra os reféns na igreja, causando um massacre em massa. No porão, um homem armado matou 30 reféns, com duas granadas ou com um colete explosivo que ele usava.
Abdullah Hermiz, diretor do Fundo Cristão, organização estatal que supervisiona as igrejas do Iraque, afirmou que uma parte do edifício estava em construção e, portanto, o domingo estava sendo celebrado em outra parte da Igreja. Ele disse, então, que os fiéis estavam prestes a "sair e ao ouvir o tiroteio, devido à situação assustadora, alguns saíram correndo da igreja enquanto outros permaneceram dentro". Os militares dos EUA suspeitam que os atacantes eram da Al-Qaeda devido às suas tácticas, técnicas e procedimentos. O tenente -coronel americano Eric Bloom afirmou que das 100 pessoas na igreja, 19 conseguiram escapar. Também disse que a operação foi um "roubo equivocado. Vimo-los recorrer ao roubo para obter financiamento. Tem sido muito difícil para eles obter financiamento no exterior, por isso recorrem a pequenos crimes para tentarem financiar-se". Tanto as autoridades iraquianas quanto os militares dos EUA elogiaram o resgate.
Um oficial da Igreja disse que "os homens que realizaram o ataque eram muito organizados, pela forma como entraram, pareciam bem preparados e porque estavam armados com metralhadoras, cintos explosivos e tudo o mais que pudessem precisar".
Dos 58 mortos, estão 2 padres e 39 fiéis, incluindo uma gestante, famílias inteiras e até crianças. Os demais eram 12 agentes da polícia, 5 transeuntes e vários homens armados. Outras 78 pessoas ficaram feridas. Durante os ataques, 5 terroristas morreram e outros 8 suspeito foram detidos.
Em 2011, começaram as as obras de recuperação da catedral. Em 14 de dezembro de 2012, a catedral foi inaugurada na presença de quase todos os patriarcas cristãos orientais da época. Um memorial foi erguido em uma sala adjacente, onde fotos das vítimas e objetos pessoais das vítimas preservam a história do atentado. A catedral é uma das três únicas igrejas siríaco-católicas ativas em Bagdá.

## Investigação
Abdul Qader al-Obeidi, ministro da defesa do Iraque, disse que um dos telefonemas dos agressores foi "completamente interceptado" e ele acreditava que eles não eram iraquianos porque falavam árabe clássico, "talvez numa tentativa de esconder a sua identidade". A televisão Al-Baghdadiya afirmou ter recebido um telefonema de um dos agressores exigindo a libertação de todos os prisioneiros da Al-Qaeda no Iraque e no Egito. Afirmaram também que mulheres muçulmanas foram encontradas contra a sua vontade em mosteiros coptas no Egito.

## Responsabilidade
Segundo o site do grupo terrorista Al-Qaeda, o ataque teria sido realizado por membros do Estado Islâmico. No comunicado, referiram-se à Igreja Católica como "o covil sujo da idolatria", além de apelarem a uma campanha contra o cristianismo no Iraque.

## Reação internacional
- Egito: A Irmandade Muçulmana Egípcia apelou então à protecção das igrejas.[21]
- Estados Unidos: O secretário de imprensa da Casa Branca, Robert Gibbs, disse em uma declaração por escrito: "Os Estados Unidos condenam veementemente este refém sem sentido e a violência de terroristas ligados à Al-Qaeda no Iraque que ocorreu no domingo em Bagdá, matando tantos iraquianos inocentes".[22]
- França: Um dia após o ataque, a França disse que aceitaria 150 iraquianos, com prioridade para os feridos no ataque. Um diplomata disse que os feridos seriam evacuados em um avião-hospital e levados para vários hospitais na França.[23]
- Irão: O porta-voz do Ministério das Relações Exteriores iraniano, Ramin Mehmanparast, ofereceu condolências ao povo e ao governo iraquianos e disse: "O incidente foi uma medida para o retorno do terrorismo e da violência ao Iraque e afetou o processo político de formação do governo".[24]
- Iraque: Monsenhor Eyos Qasho, oficial da Igreja, disse: "Se as crianças deste país não podem viver em paz, a situação é claramente inaceitável. Se tivéssemos segurança adequada, isso não teria acontecido". Shlimon Wardoni, bispo caldeu, disse que "este fato é trágico para os cristãos e para todos os iraquianos. Se tivéssemos um governo e leis para o povo, tudo seria muito melhor". O padre Douglas Yousef al-Bazy, que trabalhou com os padres assassinados na igreja, disse que o ataque foi "realmente terrível. As pessoas que entraram queriam matar a Igreja: os padres que os serviam, as pessoas e até o edifício. Nós perdidos para os nossos melhores amigos. Quando alguém morre, dizemos que há uma razão, mas na realidade, quando são mortos – quando matam jovens, jovens padres – estão a tentar matar o nosso futuro. Aqueles que dizem que a situação é segura, que podemos viver pacificamente no Iraque, são mentirosos. Porém, permaneceremos neste país, porque ainda há cristãos aqui e ainda temos uma missão".[13]
- Reino Unido: O Arcebispo Athanasios Dawood, líder da Igreja Ortodoxa Siríaca no Reino Unido, disse que todos os cristãos deveriam deixar o Iraque após o ataque: "Eu digo claramente e agora – o povo cristão deve deixar sua amada terra de nossos ancestrais e escapar da limpeza étnica premeditada. Isso é melhor do que tê-los mortos um por um".[25]
- Rússia: O Ministério das Relações Exteriores disse: "Moscou apresenta profundas condolências pela morte de civis inocentes e policiais iraquianos. Condenamos veementemente o crime de terroristas e os ataques à liberdade e à vida de crentes de qualquer religião".[26]
- Vaticano: O Papa Bento XVI condenou veementemente o ataque e a "violência absurda"[27] e pediu para redobrar os esforços internacionais para promover a paz na região,[28] além de rezar "pelas vítimas desta violência que é insensata e mais cruel do que nunca ao atingir pessoas indefesas que estavam na Casa de Deus, que é casa de amor e de reconciliação".[29]

## Beatificação
No dia 31 de outubro de 2019, a Arquidiocese de Bagdá concluiu em sua fase diocesana o processo de beatificação dos padres Thaer Abdal e Wasseem Kas Boutros e 46 leigos católicos mortos durante o atentado, entre eles uma menina de 11 anos, um menino de 3, um recém-nascido de apenas 3 meses e um bebê que estava em gestação.
A declaração de martírio, que levará ao rito de beatificação, está agora em estudo no Dicastério para as Causas dos Santos, em Roma. O postulador desta causa é o padre italiano Luis F. Escalante.
Em 5 de março de 2021, o Papa Francisco, durante sua viagem apostólica ao Iraque, visitou a igreja onde ocorreu o ataque. Na ocasião, ele dedicou uma oração "aos irmãos e irmãs que morreram durante o ataque terrorista nesta catedral há dez anos e cuja causa de beatificação está em curso".

### Lista dos 48 mártires de Bagdá:[17]
- Padre Thaer Saadulla Abdal
- Padre Waseem Sabih kas boutros
- Younan Gorgees Al-saoUr
- Jan Younan Al-saoUr
- RIta Matty Gorgees Zora
- Sandru Yan Yu-nan Al-saur[nota 1]
- Thamer Gamel Osy
- Nedaa Hameed Esteefan
- Omar Thamer Gamel Osy
- Adi Zuhayr Marzina Arab
- Adam Adi Zuhayr Marzina Arab[nota 2]
- Raghda Wafi Bishara
- nascituro filho de Raghda[nota 3]
- Nadhher Abdulahad Anaya
- Fady Sabah Bahoda
- Abdulla Sabah Haddad
- Wameq sabah Haddad
- Ayoub Adnan Burjo
- Gorg Ayuob Saqt
- Saham Adnan Saqt
- Nabeel Elyas Saqt
- Veven Naser Marro
- FarIs na Jeeb Hannawy
- Nazar Gamel Matluob
- Meelad Nasar Gamel Matluob
- Basam Adnan Alkhury
- Kresteena Nabeel Tobea
- Raed Saadulla Abdal
- Fady Sameer Amsoo
- Salah Jerjees Qaqo
- Nazar Hazim abdul al-saegh
- Suhaela Rofaeel Aljarah
- FaIz Waadalla Kazzazi
- Fares Nelsen Bakoos
- behnan Meghael Kafy Almoot
- Atheel Nageeb Abody Almuner
- Mazen Fadheel Saleem Mahruk
- Saad Adwar Alsaaty
- Adnan gameel Alkhury
- Suham Sleewa Shaea
- Behnam Polus Momeeka
- Sabah Matty Butrus Hamamy
- Azeez Gaggo Matty Almeezy
- Maha Naseef Banno
- Salam Adeeb Abo Alyuonan
- wesam Adeeb abo Alyuonan
- Hikmat Aziz Dakak
- Siham Mekael Jerjis